# Шембель, Борис Константинович
Борис Константинович Ше́мбель (20 ноября [3 декабря] 1900, дер. Тараканово, Псковская губерния — 14 августа 1987, Протвино, Московская область) — советский радиотехник.

## Биография
Родился 20 ноября (3 декабря) 1900 года в имении отца Тараканово Великолукского уезда.
В 1920—1922 годах служил в РККА. После демобилизации поступил в ЛПИ имени М. И. Калинина, который окончил в 1930 году. Одновременно, в 1926 году начал работать в Государственном физико-техническом рентгеновском институте. Уже на третьем курсе начал заниматься научной работой у профессора А. А. Чернышёва и по окончании института приступил в ЛЭФИ к исследованию вопросов стабилизации частоты в радиотехнических устройствах. С начала 1930-х годов широко известна так называемая «схема Шембеля» — двухконтурный электронный генератор на тетроде (пентоде), в котором одна лампа совмещает функции собственно генератора и буферного усилителя.
После расформирования в 1935 году ЛЭФИ работал в НИИ-9 Наркомата авиационной промышленности; в 1934—1937 годах руководил исследованиями в области радиолокации, после которых в СССР появились первые опытные образцы аппаратуры для радиообнаружения самолетов.
В конце 1937 года вернулся к работам по стабилизации частоты радиотехнических устройств, защитил по этой теме кандидатскую, а затем и докторскую диссертации — доктор технических наук с 1950 года. Работал во Всесоюзном НИИ метрологии.
После войны занялся исследованиями, связанными с ускорением заряженных частиц. В 1946—1957 годах работал в Москве в ИХФАН (научный сотрудник, начальник лаборатории, начальник сектора). С 1958 года руководил созданием в НИИ-1011 (ныне РФЯЦ—ВНИИТФ имени академика Е. И. Забабахина) 500 кэВ ускорителя протонов (ПТ-500) — инжектора линейного ускорителя протонов до энергии 25 МэВ (ЛУП-25).
С 1967 года профессор; работал в Протвино, в Институте физики высоких энергий, где возглавлял отдел высокочастотных генераторов на крупнейшем в СССП кольцевом ускорителе У-70.
Соавтор более 30 изобретений. 

## Публикации
Им было опубликовано более 60 его научных трудов и написано три книги. В их числе:
- Стабилизация частоты радиопередающих устройств. — Ленинград ; Москва : Гос. техн.-теоретич. изд-во, 1934. — Обл., 64, [3] с. : черт. — (Проблемы новейшей физики/ Под общ. ред. акад. А. Ф. Иоффе, акад. С. И. Вавилова, акад. Д. С. Рождественского... и др.; Вып. 20).
- Исследование эквивалентного сопротивления кварцевого резонатора / Б. К. Шембель ; Под ред. проф. Б. А. Остроумова. — Ленинград : ВНИИМ, 1948. — 57 с. : черт. — (Труды ВНИИМ/ Ком. по делам мер и измерит. приборов при Совете министров СССР. Всесоюз. науч.-исслед. ин-т метрологии им. Д. И. Менделеева; Вып. 2 (62)).
- У истоков радиолокации в СССР. — Москва : Сов. радио, 1977. — 81 с. : ил.
- Исследование ускоряющих резонаторов протонного синхротрона ИФВЭ / А. М. Гудков, И. И. Сулыгин, Б. К. Шембель. — Серпухов : ИФВЭ, 1980. — 17 с. : ил. — (Ин-т физики высоких энергий. ИФВЭ ОКУ 80-135)
- Тип ускоряющей структуры с параллельными соединениями зазоров / Б. К. Шембель, И. И. Сулыгин, Е. С. Нелипович, В. В. Осипов. — Серпухов : [б. и.], 1968. — 29 с. : граф. — (Издания/ Ин-т физики высоких энергий; СКУ 68-58К).

## Награды и премии
- орден Трудового Красного Знамени (1966)
- орден Дружбы народов (10.03.1981)
- орден «Знак Почёта» (27.03.1954)
- медали
- Сталинская премия третьей степени (1950) — за разработку новой конструкции государственного эталона для воспроизведения единицы частоты (на основе высокочастотного лампового генератора, стабилизированного кварцем)

## Память
Его именем названа улица в Протвино.